# Ernest G. Batley
Ernest G. Batley né en 1874 à Londres en Angleterre (Royaume-Uni) et décédé le 20 février 1965 à Bournemouth (Royaume-Uni) est un réalisateur, acteur et scénariste britannique.

## Filmographie

### comme réalisateur
- 1910 : The Trail
- 1910 : The Drawn Blinds
- 1914 : When London Sleeps
- 1914 : The Tattooed Will
- 1914 : The Revolutionist
- 1914 : The Midnight Wedding
- 1914 : The Master Crook Outwitted by a Child
- 1914 : Lieutenant Daring and the Stolen Invention
- 1914 : Lieutenant Daring, Aerial Scout
- 1915 : The Loser Wins
- 1915 : Honour Among Thieves
- 1915 : A Hair-Raising Episode
- 1915 : Dewdrop Braves the Floods of Maidenhead
- 1915 : Amusing the Kids
- 1916 : When the Germans Entered Loos
- 1916 : Retribution
- 1916 : The Man Who Forgot
- 1916 : Judgement
- 1916 : The Enemy Among Us
- 1916 : The Eleventh Hour
- 1916 : Boys of the Old Brigade
- 1919 : The Sins of Youth

### comme acteur
- 1910 : The Drawn Blinds
- 1913 : The Battle of Waterloo : Napoleon
- 1914 : The Tattooed Will : The Millionaire
- 1914 : Retribution : Husband
- 1914 : The Midnight Wedding : Paul Valmar
- 1915 : Instruments of Fate : The Man
- 1915 : Honour Among Thieves : The Man
- 1915 : Dewdrop Braves the Floods of Maidenhead : Dewdrop
- 1915 : Bulldog Grit : Gerald Openshaw
- 1919 : The Sins of Youth

### comme scénariste
- 1910 : The Trail
- 1913 : Deceiving Uncle
- 1915 : Dewdrop Braves the Floods of Maidenhead
- 1919 : The Sins of Youth